# パスクワル・セルベラ

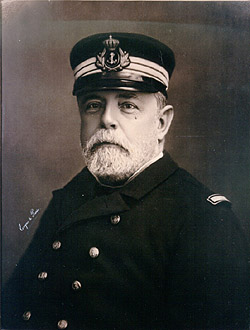
パスクワル・セルベラ提督

パスクアル・セルベーラ・イ・トペーテ（Pascual Cervera y Topete, 1839年2月18日 - 1909年4月3日）は、スペインの海軍軍人。米西戦争では司令官として本国よりキューバまで艦隊を回航することに成功したが、サンチャゴ・デ・キューバ海戦で敗北して捕虜となった。

## 生涯
1839年2月18日、メディナ＝シドニアで生まれた。サン・フェルナンドの海軍士官学校を卒業し、1859年スペイン・モロッコ戦争に参戦した。
1892年12月14日から1893年3月23日まで海軍大臣を務めた。要職を歴任してスペイン海軍の行政改革を数多く試みたが、政治家や官僚の妨害に遭い、1896年に一度辞任した。1898年に摂政のマリーア・クリスチナ王太后のとりなしで海軍に復帰し、海軍大臣に転出したメゾッホに代わって大西洋艦隊司令長官を務めた。

### 米西戦争

#### セルベラ艦隊の回航
キューバをめぐるアメリカとスペインの関係が悪化する中で1898年に米西戦争が勃発した。セルベラは艦隊を指揮して4月8日に装甲巡洋艦2隻を率いて本国を出港、14日にポルトガル領カーボベルデのサン・ヴィセンテ港へ進出した、同地で更に装甲巡洋艦2隻と駆逐艦3隻を加えた。23日にはアメリカがスペインに宣戦布告を行った。29日に艦隊は出港して大西洋を渡り、5月11日にフランス領マルティニーク島のフォール＝ド＝フランス近海へ達した。セルベラ艦隊は機関不調の駆逐艦1隻を分離し、更に14日にはベネズエラ北方沖のオランダ領キュラソー島（クラサオ島）へ渡った。アメリカ艦隊がスペイン領のキューバを封鎖したり、プエルトリコのサンフアンを艦砲射撃するなど、迎撃態勢を整える中、19日にはキューバのサンチャゴ・デ・キューバに入港することに成功した。

#### 港の封鎖と閉塞
劣勢なセルベラ艦隊では陸上側からの催促もあって出撃が何度か検討されたが時期を得ず、ついにアメリカ海軍のサンプソン少将の艦隊はサンチャゴ・デ・キューバ港を封鎖した。5月31日、6月6日、12日、16日には港口要塞へ艦砲射撃があり、更に6月3日払暁には給炭船メリマック号による港口の閉塞作戦が実施され、当初セルベラ艦隊では撃沈の戦果を報告したが、後に湾港を塞ぐ目的の自沈と判明した。
。6月22日、アメリカ陸軍の第五軍団がサンチャゴの東側に上陸し陸側からの圧迫をはじめ、海軍もグァンタナモ港を占領して港の封鎖を厳しくした。
キューバ総督ラモン・ブランコ・イ・エレーナス中将やサンチャーゴ州総督アンセニオ・リナーレス・ポンボ中将からの出港の催促が繰り返され、7月1日にはエル・カネー村とサン・ホアン丘陵で陸戦があり、アメリカ陸軍は両地を確保したが、犠牲が大きく前進を止めた。この戦いには艦隊からも1000人の陸戦隊をエル・カネーに派遣して応戦しており、指揮官のブスタメンテ参謀長が重傷を負っている。リナーレス中将もこの戦いで両足を撃たれ後送中に戦死した。

#### サンチャゴ・デ・キューバ海戦
陸戦の見通しは立たなかったが、この間に艦隊はキューバ総督の指揮系統に加えられ、本国およびキューバ総督からの出撃が命令された。セルベラは4隻の装甲巡洋艦と2隻の駆逐艦を率いて脱出を図ったが全艦がアメリカ海軍に捕捉されて沈没し、セルベラは捕虜となった（この時、彼の息子もまた同海戦へ出撃して捕虜となった）。

### 戦後
帰国後は軍法会議で禁固一年の服役をした後、近衛武官長などを歴任した。海戦後にセルベラと本国との間の連絡が公開され、セルベラの判断の妥当性と無理な命令の中でも勇敢に戦ったことが評価された。セルベラは1909年に死亡したが、スペインが共和制となった後も名声は衰えず、その名にちなんでプリンシペ・アルフォンソ級軽巡洋艦の一隻に「アルミランテ・セルベラ」（1927-1966）が命名された。